# Bolívar Baliñas
Francisco Bolívar Baliñas Pereyra, (Montevideo, Uruguay, 21 de agosto de 1882 - ídem, 13 de noviembre de 1950) fue un magistrado uruguayo, miembro de la Suprema Corte de Justicia de su país desde 1949 hasta su muerte. Fue también presidente del Club Atlético Peñarol.

## Origen
Nació en Montevideo el 21 de agosto de 1882, hijo de Tomás Baliñas y de Flora Pereyra.
Su familia paterna provenía de Galicia, España, y su apellido original era Baliña.

## Fiscal
Tras graduarse como abogado en la Universidad de la República, en octubre de 1912 fue designado Agente Fiscal en Treinta y Tres, pero no llegó a asumir ya que poco después fue destinado al mismo cargo en Tacuarembó, el que desempeñó hasta 1917.

## Juez Letrado en el interior del Uruguay
En febrero de 1917 ingresó a la magistratura judicial al ser designado Juez Letrado en Treinta y Tres.
En junio de 1920 fue trasladado como Juez Letrado a Río Negro y en febrero de 1921 pasó a desempeñar el mismo cargo en Florida.
En diciembre de 1927 fue trasladado como Juez Letrado a Canelones.

## Juez Letrado en Montevideo
En octubre de 1928 fue ascendido a Montevideo como Juez Letrado de Instrucción de Primer Turno.
En abril de 1935 fue trasladado al cargo de Juez Letrado Nacional de Hacienda y de lo Contencioso Administrativo de Primer Turno. En diciembre de 1937 pasó a ocupar el juzgado de la misma materia de Tercer Turno.
En abril de 1942 fue designado Juez Letrado en lo Civil de Cuarto Turno, donde permaneció solo un par de meses.

## Tribunal de Apelaciones
En efecto, en junio del mismo año 1942 fue ascendido a ministro del Tribunal de Apelaciones de Primer Turno, cargo que ocupó durante siete años.

## Suprema Corte de Justicia
El 24 de agosto de 1949 la Asamblea General lo eligió para integrar la Suprema Corte de Justicia, junto a Álvaro Macedo, para cubrir las vacantes dejadas por Juan José Aguiar y Juan M. Minelli. Prestó juramento ese mismo día.
Hubiera podido permanecer en la Corte durante tres años, hasta 1952, en que cumpliría la edad de 70 años, pero falleció a los 68, el 13 de noviembre de 1950.
La vacante que dejó fue cubierta al año siguiente con la designación de Rivera Astigarraga.

## Presidencia de Peñarol
Entre 1941 y 1942 ocupó la Presidencia del Club Atlético Peñarol.
Fue sucedido en dicho cargo por Álvaro Macedo, con quien casualmente ingresarían juntos a la Suprema Corte de Justicia años después.

## Vida personal
A fines de 1912 contrajo matrimonio con Isabel Luisa Barbagelata, quien lo sobrevivió por ocho años y falleció en febrero de 1959.
El matrimonio tuvo cuatro hijos, Jorge (1914), Washington (1918), Ema (1923), y Sara (1925). El mayor de ellos, Jorge Baliñas Barbagelata, fue docente, desarrolló actividad política y, entre otros cargos, fue presidente de AFE en 1971-1973 y subsecretario del Ministerio de Turismo en 1986-1987, el segundo en ocupar el cargo tras la creación de la cartera;falleció en 1996.